# Jennings, Kansas
Jennings är en ort i Decatur County i Kansas. Vid 2020 års folkräkning hade Jennings 81 invånare.